# XIV Batalion Saperów
XIV batalion saperów (XIV bsap) – pododdział saperów  Wojska Polskiego w II Rzeczypospolitej.

## Historia batalionu
Na podstawie rozkazu Nr 109 Dowództwa Głównego Siły Zbrojnej byłego zaboru pruskiego z 23 kwietnia 1919 został sformowany II batalion Saperów Wielkopolskich. 16 kwietnia 1919 na stanowisko dowódcy batalionu został wyznaczony kapitan Wacław Szymański. Jako zawiązek tego batalionu wydzielono dwie nadliczbowe kompanie I batalionu Saperów Wielkopolskich (4. i 5.), które przemianowano na 1. i 2. kompanię. 20 maja zorganizowano 3 kompanię, a cztery dni później 4 kompanię.
7 czerwca 1919 przy II batalionie Saperów Wielkopolskich rozpoczęto organizację samodzielnej kompanii kolejowej pod dowództwem porucznika Tadeusza Ruge. 17 czerwca 1919 kompania została rozwinięta w I batalion kolejowy.
Pod koniec czerwca 1 kompanię wysłano na odsiecz Lwowa. Pozostałe kompanie sukcesywnie wysyłano na Front Litewsko-Białoruski. Okres pobytu na froncie to okres częstych i ciężkich walk saperów z nieprzyjacielem i nieprzerwanych prac techniczno-budowlanych, z tych prac na wyróżnienie zasługuje budowa w dniach od 3 do 12 września 1919 mostu długości 183 m na Berezynie pod Bobrujskiem. 13 października 1919 dowództwo batalionu objął kpt. inż. Zygmunt Psarski. 16 października rozkazem dowództwa Frontu Litewsko-Białoruskiego II batalion Saperów Wielkopolskich został przemianowany na XIV batalion saperów.
17 kwietnia 1920 została rozformowana 4 kompania, a saperów i sprzęt wcielono do pozostałych trzech kompanii.
5 grudnia 1920 Naczelnik Państwa i Naczelny Wódz dekretem L. 13879 Adj. Gen. V.M. nadał batalionowi Krzyż Srebrny Orderu Wojskowego Virtuti Militari nr 6144 za męstwo wykazane 14 sierpnia 1920 w walce pod Okuniewem. Następnego dnia w Zelwie marszałek Józef Piłsudski osobiście udekorował batalion.

## Żołnierze batalionu
Dowódcy batalionu
- kpt. Wacław Szymański (do 13 X 1919[8])
- kpt. inż. Zygmunt Psarski (13 X 1919[8] – 1920)
- kpt. Otton Gloeh (1921)
- kpt. Władysław Wlekliński (1922[9])
- kpt. Czesław Pobóg-Prusinowski (1923 - † 31 III 1924)
- mjr Czesław Zawistowski (do XI 1927)
- kpt. Kazimierz Biesiekierski (1927 - 1928)
- mjr Tadeusz Józef Kostecki (od 26 IV 1928)

dowódcy 1 kompanii
- ppor. Leitgeber[2]
- ppor. Suwalski[2]
- por. Czesław Pobóg-Prusinowski[10]

dowódcy 2 kompanii
- por. Kandziora[2]
- por. Otton Gloeh (od 17 IV 1920[4])

dowódcy 3 kompanii
- ppor. Suwalski[2]
- por. Zygmunt Marszałek[2]

dowódca 4 kompanii
- ppor. Leitgeber[2]
- por. Otton Gloeh (do 17 IV 1920[4])

Oficerowie batalionu
- ppor. Szczepanowski – adiutant baonu[2]
- por. Tadeusz Ruge

Kawalerowie Virtuti Militari
1. por. Zygmunt Bałachowski – jako dowódca II plutonu 2. kompanii za walkę pod Prużaną 26 lipca 1920[11]
2. st. sierż. Teodor Engel (później kapitan, dowódca ksap. KOP „Wilejka”)
3. por. Otton Gloeh
4. kpr. Stanisław Malinowski
5. por. Zygmunt Marszałek
6. sierż. Stefan Konieczka
7. sierż. Szymon Mocek
8. plut. Józef Mazurek